# Orangefläckig grouper
Orangefläckig grouper (Epinephelus coioides) är en art i familjen havsabborrfiskar som finns i södra delarna av Stilla havet och Indiska oceanen. 

## Utseende
En avlång fisk med nästan platt panna, en ryggfena som är uppdelad i en främre del med 11 taggstrålar (den 3:e eller 4:e längst) och 14 till 16 mjukstrålar, en analfena med 3 taggstrålar och 8 mjukstrålar, bröstfenor med 18 till 20 mjukstrålar samt en stjärtfena som är rundad baktill. Ovansidan är gulbrun; färgen övergår till vitaktigt mot undersidan. På huvud, kropp och de mellersta fenorna har den flera små, brunorange till rödbruna fläckar, och 5 svaga, oregelbundna, sneda, mörka ränder som är kluvna mot buksidan. Som mest kan arten bli 120 cm lång och väga 15 kg.

## Vanor
Utanför parningstiden lever den orangefläckiga groupern ensam eller i små grupper i tämligen små revir. Den förekommer vanligtvis i flodmynningars brackvatten (gärna med botten av dy eller småsten) och kring korallrev på dybotten, men har också iakttagits på öppet vatten ner till ett djup av 100 m. Ungfiskarna lever i flodmynningar och mangroveträsk. Födan består av fisk, kräftdjur som krabbor och räkor samt bläckfiskar. Arten kan bli 22 år gammal.

### Fortplantning
Arten är en hermafrodit med könsväxling, som börjar sitt liv som hona. Denna blir könsmogen vid en längd mellan 25 och 30 cm, motsvarande en ålder av 2 till 3 år, och byter kön vid 55 till 75 cm längd (vid omkring 4 års ålder. Lektiden varierar med det geografiska läget; i Persiska viken varar den från mars till juni, i södra Arabiska havet infaller den mellan mars och maj, medan den kring Nya Kaledonien varar från slutet av oktober till tidigt i december. Den samlas i stora skaror under lektiden; äggen är pelagiska.

## Betydelse för människan
Den orangefläckiga groupern är populär både som matfisk och bland sportfiskare. Den är också vanlig bland fiskodlingar.

## Status
Arten är klassificerad som nära hotad ("NT") av IUCN, och populationen minskar. Främsta orsakerna är överfiske, inte minst genom den helt oreglerade insamlingen av ungfiskar till fiskodlingar, och habitatförlust genom att stora arealer med mangrove utrotas och korallrev skadas.

## Utbredning
Utbredningsområdet omfattar Stilla havet och Indiska oceanen från Röda havet till Sydafrika (i höjd med Durban) i sydväst, till Palau och Fiji i öst, till södra Japan (Ryukyuöarna) i norr, samt Australien i sydöst. Den har också koloniserat östra Medelhavet via Suezkanalen.

## Taxonomi
Studiet av denna art försvåras av att den taxonomiska statusen för denna art och framför allt malabargrouper (E. malabaricus), som lever i samma områden, men även i viss mån Tahiti-grouper (E. tauvina) är omtvistad.